# Leo Mazakarini
Leopold Maria „Leo“ Mazakarini (* 15. Juli 1936 in Wien; † 25. November 2020) war ein österreichischer Schriftsteller, Verleger, Schauspieler und Universitätsdozent.

## Leben und Wirken
Mazakarini hat zahlreiche Inszenierungen an Theatern erarbeitet und wurde vielfach für Filme als Schauspieler gecastet.
Er war in mehreren österreichischen Verlagen als Lektoratsmitarbeiter oder Lektor tätig, hat sich dann aber gemeinsam mit Kollegen in der Branche auch selbständig gemacht. Zugleich hat Mazakarini seit 1962 eine Reihe von Büchern geschrieben, teilweise als Koautor prominenter Zeitgenossen. Außerdem entstanden zahlreiche Manuskripte für den Hörfunk, wo er auch Lesungen eigener Texte präsentierte, so beispielsweise in der Ö1-Sendung Ex libris unter Leitung von Volkmar Parschalk.
Der 1975 von Norbert Orac gegründete Orac-Verlag wurde später von Kremayr & Scheriau übernommen.